# ВК Орвошеђетем
ВК Орвошеђетем (мађ. Orvosegyetem SC) је мађарски ватерполо клуб из Будимпеште. Клуб је основан 1957. године. Тренутно се такмичи у Првој лиги Мађарске.
Врхунац клуба су биле седамдесете године 20. века. Орвошеђетем је освојио шест националних првенстава заредом између 1969. и 1974, као и два национална купа 1970. и 1974, а 1973. је освојио и Куп европских шампиона. Године 1974. и 1975. је био други у Купу европских шампиона, иза московског МГУ-а и Партизана. Године 1976. је играо своје четврто европско финале, али је у финалу Купа победника купова поражен од загребачке Младости. Орвошеђетем је 1978. стигао до своје седме титуле националног првака, а 1979. је освојио други трофеј Купа европских шампиона и први Суперкупа Европе.

## Успеси

### Национални
- Прва лига Мађарске:

Првак (7): 1969, 1970, 1971, 1972, 1973, 1974, 1978.
Други (5): 1968, 1975, 1977, 1979, 1980.
- Куп Мађарске:

Освајач (2): 1970, 1974.
Финалиста (3): 1968, 1973, 1981.

### Међународни
- Лига шампиона (Куп шампиона/Евролига):

Освајач (2): 1973, 1979.
Финалиста (2): 1974, 1975.
- Суперкуп Европе:

Освајач (1): 1979.
- Куп победника купова:

Финалиста (1): 1976.